# Kościół Santa Maria della Visitazione w Wenecji

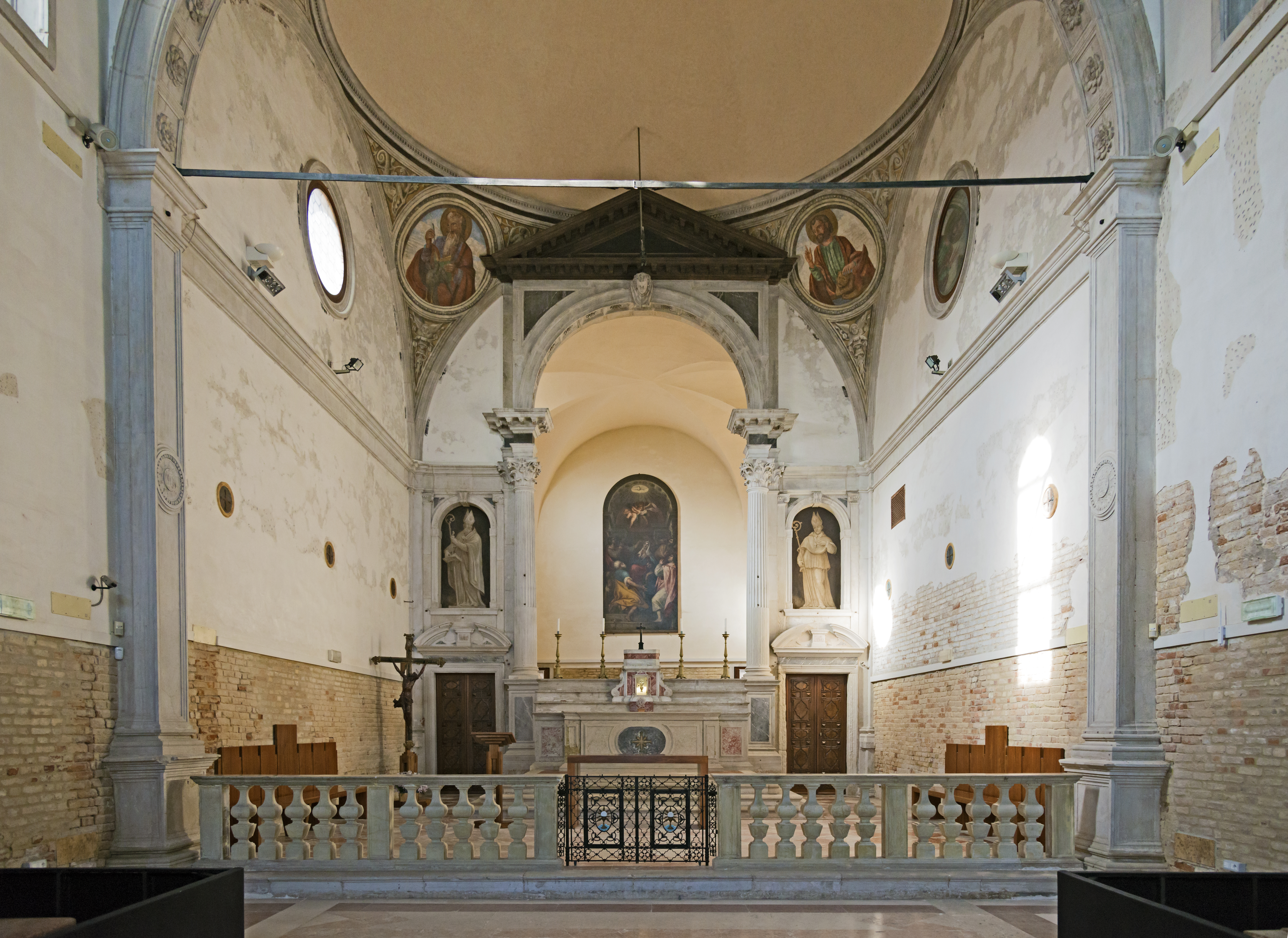
Prezbiterium

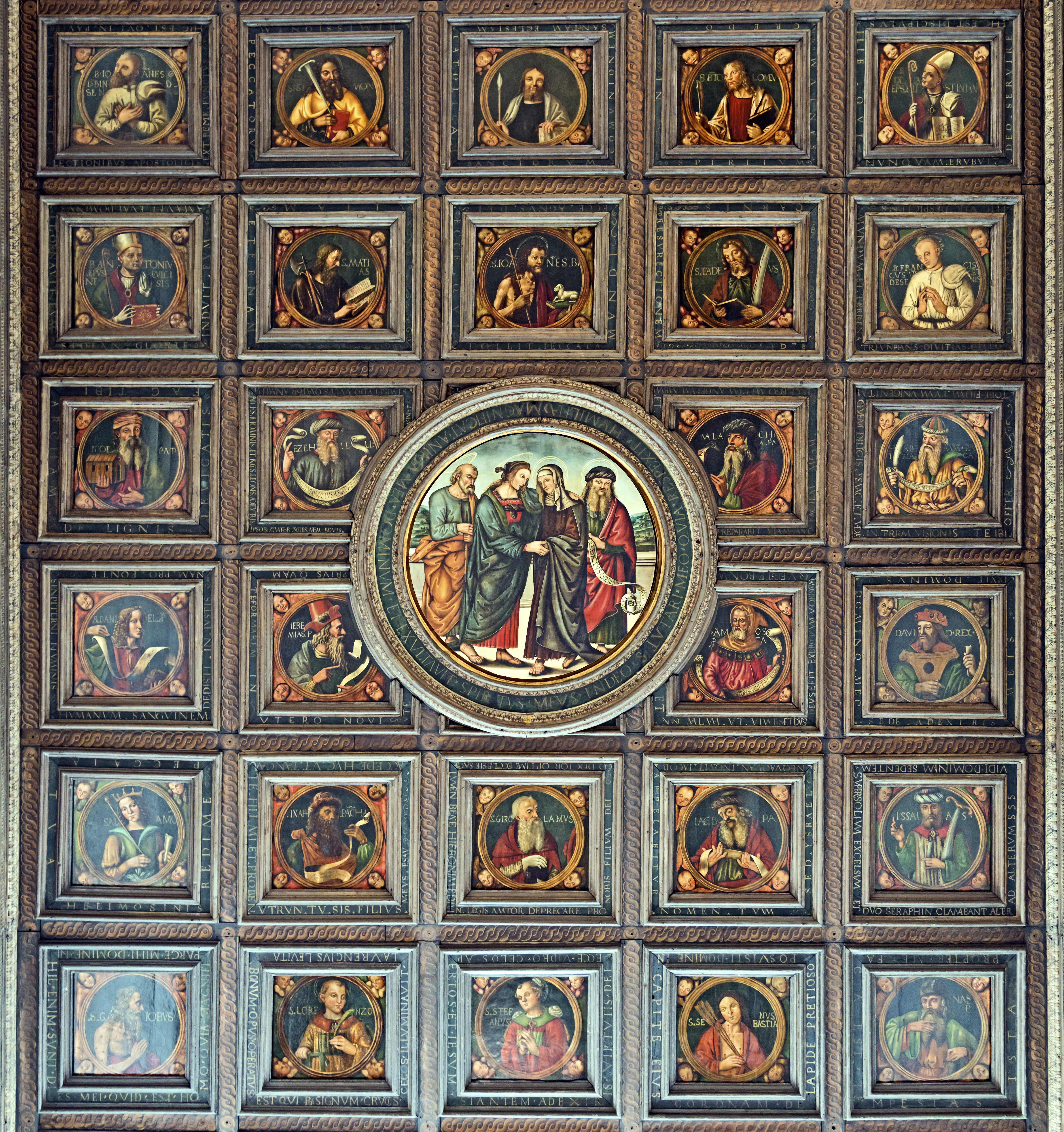
Kasetonowy strop

Kościół Santa Maria della Visitazione w Wenecji (pol. kościół Nawiedzenia Najświętszej Maryi Panny, zwany również chiesa degli Artigianelli lub San Gerolamo dei Gesuati) – rzymskokatolicki kościół w Wenecji (dzielnica (sestiere) Dorsoduro). Znajduje się w parafii Santa Maria del Rosario w Patriarchacie Wenecji.

## Historia
Kościół został zbudowany przez zakon jezuatów na miejscu oratorium, istniejącego od czasu ich przybycia do Wenecji w 1390 roku. Kościół przypuszczalnie zaprojektował Tullio Lombardo lub Mauro Codussi. Prace budowlane rozpoczęły się w 1493 roku, a zakończyły wraz z poświęceniem świątyni w 1524 roku. Otrzymała ona wezwanie Santa Maria della Visitazione (Nawiedzenia Najświętszej Maryi Panny). W 1669 roku klasztor i kościół nabyli dominikanie, którzy wybudowali nowy kościół, Santa Maria del Rosario (Matki Bożej Różańcowej) i rozpoczęli rozbudowę klasztoru pod kierunkiem architekta Giorgia Massariego. W 1750 roku obecny kościół został przekształcony w bibliotekę. W 1810 roku, za czasu rządów Napoleona kościół został zamknięty i ograbiony z dzieł sztuki. Ponownie otwarty w 1825 roku. Klasztor w latach 1815–1850 znajdował się w gestii Magistratu Wenecji pełniąc funkcję sierocińca. W latach 1851–1866 sierociniec prowadziło Zgromadzenie Ojców Somaskich, a od 1867 roku Congregazione di Carità, która w 1923 roku wystawiła go na sprzedaż. 4 sierpnia tego samego roku nabył go Alojzy Orione z zamiarem kontynuowania dotychczasowej działalności. Kościół Santa Maria della Visitazione był odnawiany w 1884 roku oraz w latach 1947–1948. Obecnie jest kaplicą Instytutu im. Ojca Orione (Centro Culturale Don Orione Artigianelli). W 1970 roku rozpoczęto w nim remont cennego kasetonowego stropu, który zakończono w połowie lat 90..

## Architektura

### Wygląd zewnętrzny
Fasada jest przypuszczalnie dziełem Lombardiego z dodatkami Codussiego. Wpływ tego ostatniego jest widoczny zwłaszcza w portalu. Fasadę wieńczą posągi Najświętszego Zbawiciela i dwóch świętych, wykonane w tym samym czasie, co ona. Po prawej stronie widnieje tzw. paszcza lwa (bocca di leone), do której można było wrzucać anonimowe skargi.

### Wnętrze
Wnętrze, zaprojektowane przez Francesco da Mandello jest jednonawowe ze ślepą kopułą nad prezbiterium. Płaski strop pokrywa 58 kasetonów z portretami świętych i proroków, których autorstwo przypisywane jest Pietro Paolo Agabitiemu. Flankujące wejście korynckie kolumny pochodzą z rozebranego oratorium kaplicy apsydzie znajduje się para bocznych ołtarzy.